# Forte de Sibo
O Forte de Sibo localizava-se em Mascate, capital do Sultanato de Omã.

## História
Uma fortificação islâmica em Sibo já existia quando da chegada de forças portuguesas à região de Mascate, conforme informa António Bocarro ao descrevê-lo, citando que era "…já antigo, feito pelos arábios" (in: Livro das Plantas de Todas as Fortalezas, 1635).
Foi conquistado por forças portuguesas sob o comando de Rui Freire de Andrada, na década de 1620.
Demolido, em seu lugar ergue-se hoje o Aeroporto Internacional de Mascate.

## Características
O forte apresentava planta triangular, com muros de cerca de 25 metros de comprimento e baluartes nos vértices, sendo um dominante.